# Neue Staatswissenschaften
Die Schriftenreihe Neue Staatswissenschaften (NStW) erscheint seit 2005 im Mohr Siebeck Verlag in Tübingen.
Die Schriftenreihe wurde begründet, da nach Ansicht der Herausgeber die zunehmende Globalisierung und die damit einhergehende „Entsouveränisierung“ des Staates, die Wissenschaft vor eine Herausforderung stellt. Gemeinsam sollen Vertreter der staatswissenschaftlichen Disziplinen, nämlich Politologen, Rechtswissenschaftlern und Soziologen, sowie Vertretern der Finanzwissenschaft, der Geschichtswissenschaft und der Organisationslehre die aktuellen, den Staat betreffenden Vorgänge deuten und erklären.
Neben den klassisch staatswissenschaftlichen Themen, widmeten sich Bände auch Themen wie Klugheit und klugen Entscheidungen.
Zu bekannten Wissenschaftlern, die in Schriftenreihe veröffentlicht haben, zählen unter anderem  Jürgen Backhaus, Hermann-Josef Blanke (Gründer), Peter Collin, Werner Jann, Klaus König, Karl-Heinz Ladeur, Oliver Lembcke, Holger Mühlenkamp, Helge Peukert, Arno Scherzberg, Indra Spiecker genannt Döhmann, Alexander Thumfart, Peter Walgenbach oder Gerhard Wegner.